# Drslavický klen
Drslavický klen je památný strom u vsi Drslavice, severozápadně od Klatov v okrese Klatovy v Plzeňském kraji. Přibližně dvousetletý  javor klen (Acer pseudoplatanus) roste jižně od vsi na hrázi rybníčku Dubíček, v nadmořské výšce 480 m. Mohutný dvoják má korunu nasazenou ve výšce, z části však prosychá a listy jsou skvrnité od houby svraštělky javorové (Rhytisma acerinum). Obvod kmene měří 452 cm a koruna stromu dosahuje do výšky 33 m (měření 2004). Klen je chráněn od roku 1985 pro svůj vzrůst a věk.

## Stromy v okolí
- Dobrovského dub
- Poleňská lípa